# Tarso (Colombia)
Tarso è un comune della Colombia facente parte del dipartimento di Antioquia.
Il centro abitato venne fondato da Pedro, Sandalio, Epifanio, Salvador e Mariano Orozco Ocampo e da Rafaela Gómez Trujillo nel 1912, mentre l'istituzione del comune è del 1936.